# Slobodan Kovač
Slobodan Kovač (em sérvio:  Слободан Ковач; Veliko Gradište, 13 de setembro de 1967) é um ex-jogador de voleibol sérvio que competiu pela Iugoslávia em duas edições de Jogos Olímpicos, conquistando uma medalha de ouro e uma de bronze.

## Carreira
Kovač disputou sua primeira Olimpíada na edição de 1996, em Atlanta, quando a então seleção da Iugoslávia conquistou a medalha de bronze derrotando a Rússia por 3 sets a 1. Na edição seguinte, em Sydney 2000, esteve novamente representando a Iugoslávia que chegou a final do torneio olímpico após vencer a favorita Itália nas semifinais, conquistando a inédita medalha de ouro após vitória sobre os russos.
Entre 1999 e 2005 também competiu no voleibol de praia. Atualmente trabalha como treinador e dirige desde 2010 o Sir Safety Umbria Volley, de Perugia, onde ajudou a equipe a ascender à Série A1 do Campeonato Italiano. Em 2014 também foi contratado para ser o treinador da seleção nacional do Irã.